# Liban (Schiff)
Die Liban war ein 1882 in Dienst gestelltes Passagierschiff der französischen Reederei „Compagnie Fraissinet“, das nach einer Kollision 1903 bei Marseille sank. Dabei starben etwa 100 Menschen. Der Untergang der Liban gilt als eine der  größten Schiffskatastrophen, bei der in Marseille registrierte Schiffe verwickelt waren, und war gleichzeitig die schwerste und verlustreichste, die im Seegebiet vor dem Hafen von Marseille stattfand.

## Geschichte
Die mit etwa 240 Menschen voll besetzte Liban lief am 7. Juni 1903 um 11:30 Uhr in Marseille nach Bastia auf Korsika aus. Sie fuhr mit einer Geschwindigkeit von etwa 12 Knoten. Auf der Höhe der vor Marseille liegenden unbewohnten Inseln Tiboulen de Maïre und Maïre kam ihr um die Mittagszeit der Dampfer Insulaire (Kapitän Arnaud) entgegen, der derselben Schifffahrtsgesellschaft angehörte wie die Liban. Von Toulon kommend, steuerte er den Hafen Marseille an. Die Insel, die die beiden Dampfer passierten, verdeckte die Sicht, so dass die Besatzungen der Schiffe zu spät erkannten, dass man sich auf Kollisionskurs befand. Die Passagiere der Liban waren zu diesem Zeitpunkt unter Deck bei Tisch und wurden erst durch das Schrillen von Dampfpfeifen alarmiert.

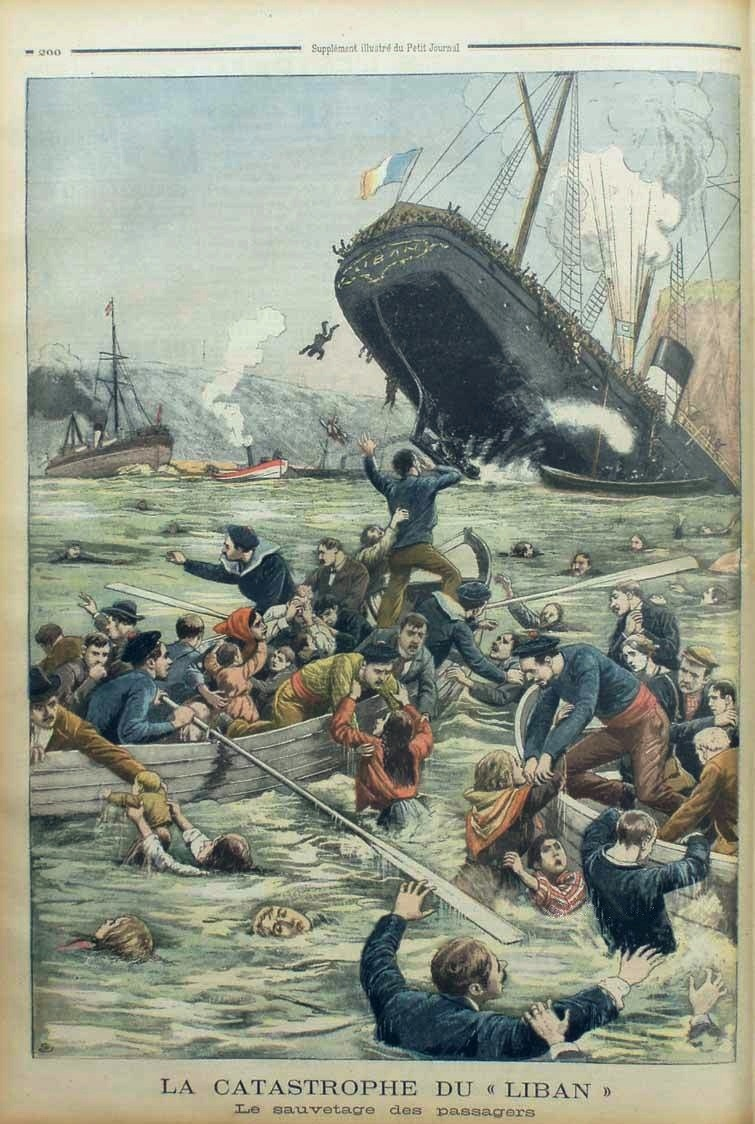
Die Rettung der Schiffbrüchigen

Die Kapitäne der beiden Schiffe gaben jeweils Befehl, eine Kursänderung nach Steuerbord vorzunehmen, um mit einem Abstand von etwa 100 Metern aneinander vorbeizufahren. Während Kapitän Lacotte, der auf der Liban das Kommando hatte, dieses Manöver auch durchführen konnte, musste der Kapitän der Insulaire feststellen, dass sein Schiff sich zu dicht an der Insel befand, um tatsächlich ausweichen zu können. Da eine Kollision mit Felsen drohte, befahl er das Schiff nach Backbord zu steuern, woraufhin sich der Bug der Insulaire in die Flanke der Liban bohrte.
Kapitän Lacotte gelang es nach mehreren Versuchen, die Liban vom Bug der Insulaire zu befreien. Er beschloss, sein Schiff möglichst dicht bei der Insel auf Grund zu setzen, um die Passagiere und die Besatzung zu retten. Doch bevor die Liban die rettende Untiefe erreichen konnte, hob sich ihr Heck aus dem Wasser und die Schiffsschraube drehte sich in der Luft. Das Schiff sank 17 Minuten nach der Kollision so schnell über den Bug, dass kaum ein Rettungsboot mehr zu Wasser gelassen werden konnte. Zahlreiche Personen sprangen daher in Panik über Bord. Sie wurden teils in die Tiefe gerissen, teils von Rettungsbooten herbeieilender Schiffe aufgenommen. Noch während das Schiff sank, explodierten die Kessel der Dampfmaschine. Dadurch wurde die Liban mittschiffs in zwei Teile gerissen, die schnell auf den Meeresgrund sanken.
Zu Hilfe eilten unter anderem die Schiffe Bléchamp und Balkan, ersteres rettete 40, letzteres 37 Menschen. Von der Besatzung der Liban überlebten mindestens 17 Personen das Unglück. Weit über hundert Personen kamen jedoch bei dem Schiffsunglück ums Leben; eine Frau, die dabei ihren Mann und fünf Kinder verloren hatte, sowie ein Mann, der seine Frau und vier Kinder verloren hatte, wurden wahnsinnig.
Nach dem Unglück wurde dem Kapitän der Insulaire vorgeworfen, nicht mehr für die Rettung der Personen auf der Liban getan zu haben. Er verteidigte sich mit der Erklärung, er habe sein Schiff für schwer beschädigt gehalten und es näher an die Felsen manövriert, um es im Notfall auflaufen lassen und so die Passagiere retten zu können. Auch Kapitän Lacotte, einer der dienstältesten Kapitäne seiner Gesellschaft, überlebte das Unglück und wurde angeklagt, weil er sein Schiff nicht sorgfältig genug geführt hatte.
Die Compagnie Fraissinet, der beide Schiffe gehörten, verlor 1904 infolge des Unglücks die Konzession für den Postverkehr nach Korsika. Da aber die Compagnie Française de Navigation et de Construction Navale, die daraufhin diesen Dienst übernahm, ihren Kontrakt nicht einhalten konnte, erhielt die Compagnie Fraissinet ihn 1905 zurück.

## Wrack
Der Bug der über 90 Meter langen Liban liegt in einer Tiefe von etwa 30 Metern, das Heck etwa 36 Meter tief. Das Wrack befindet sich nur etwa 20 Meter vor der Küste an der Position 43° 12′ 26″ N, 5° 20′ 14″ O.